# Giovanni Battista de Sanctis Ciabatonni
Giovanni Battista de Sanctis Ciabatonni (* 24. Juni 1865 in Offida, Provinz Ascoli Piceno, Italien; † 26. Januar 1925 in Cartagena) war ein kolumbianischer Musikpädagoge, Klarinettist und Dirigent italienischer Herkunft.

## Leben
De Sanctis Ciabatonni war Leiter der Banda Sinfónica am Conservatorio de Santa Cecilia in Rom. Als Gewinner eines vom Direktor der Accademia Nazionale di Santa Cecilia ausgeschriebenen Wettbewerbs wurde er nach Kolumbien entsandt, um am Instituto Musical de Cartagena zu unterrichten. Einer seiner Schüler wurde der Komponist Adolfo Mejía. Außerdem gründete de Sanctis dort die Banda Sinfónica Militar des Departamento de Bolívar, die er bis zu seinem Tod 1925 leitete. Er war der Vater der Pianistin Josefina de Sanctis Bossio und Großvater des Geigers Juan de Sanctis Blanco.